# 시고촌 (미에현)
시고촌(四郷村)은 미에현 와타라이군에 있던 촌이다. 현재의 이세시에 해당한다.

## 역사
- 1889년 4월 1일 - 정촌제 시행에 의해 와타라이군 시고촌이 성립하였다.
- 1955년 1월 1일 - 우지야마다시에 편입해, 동일 기다촌은 폐지되었다.

## 교통

### 철도
- 미에교통
  - 신토선, 우치미야선
  - 아사쿠마선・철도선 (1944년 중단, 1962년 폐지)
  - 아사쿠마선, 사쿠토선(1944년 중단, 1962년 폐지)

### 도로
- 미유키 도로 (국도 제23호선)

## 참고문헌
- 角川日本地名大辞典 24 三重県